# Quintette à vent de Gerhard
Pour les articles homonymes, voir Quintette à vent (homonymie).
Le Quintette à vent est un quintette pour flûte, hautbois, clarinette, basson et cor de Roberto Gerhard composé en 1928.

## Structure
1. Moderato - Andante cantabile
2. Sostenuto - Allegro giocoso, ma non troppo mosso
3. Vivace scherzando